# Romas Kalanta

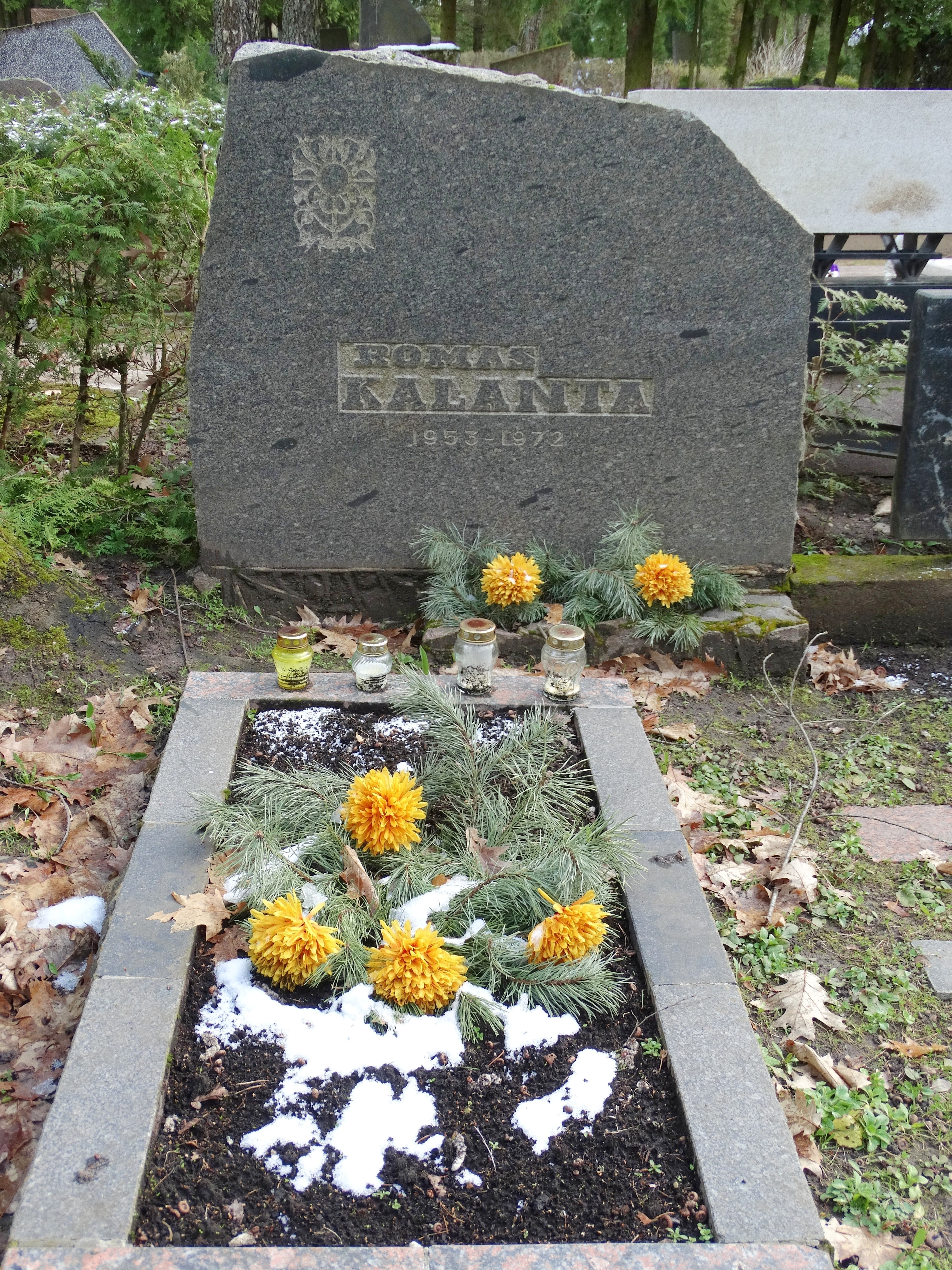
Grób Kalanty w 2017 roku

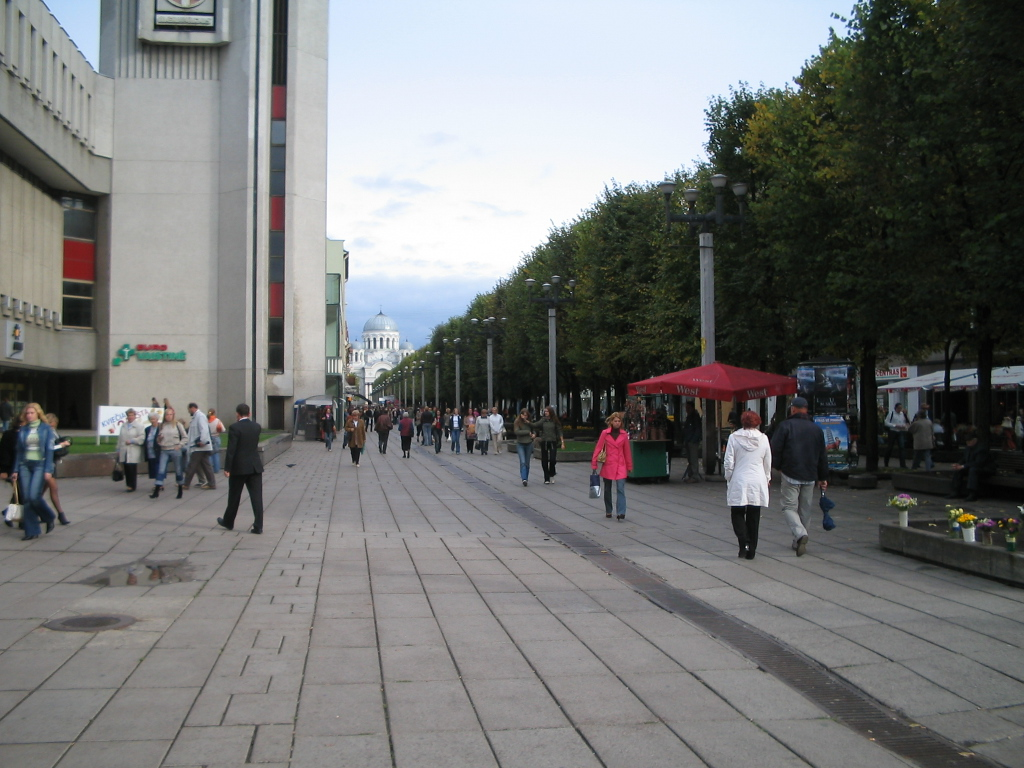
Aleja Wolności w Kownie w okolicach dawnego Teatru Miejskiego, gdzie dokonał aktu samospalenia Romas Kalanta

Romas Kalanta (ur. 22 lutego 1953 w Olicie, zm. 15 maja 1972 w Kownie) – bohater narodowy Litwy, w proteście przeciwko okupacji swojego kraju przez ZSRR dokonał publicznego samospalenia przed Teatrem Miejskim w Kownie. Stał się symbolem litewskiego ruchu oporu w latach 70. i 80.

## Życiorys
Pochodził z rodziny robotniczej. Jego ojciec był zagorzałym zwolennikiem komunizmu i weteranem II wojny światowej.
Kalanta podjął naukę w szkole średniej w Kownie, jednak w 1971 roku popadł w konflikt z kierownictwem szkoły z powodu wyrażenia krytycznej opinii na temat marksizmu w trakcie seminarium historycznego. Został wyrzucony z Komunistycznego Związku Młodzieży. Rozważał wstąpienie do seminarium duchownego, na co wpływ miała jego matka będąca katoliczką. Po niezdanej maturze zapisał się do szkoły wieczorowej i rozpoczął pracę w fabryce.

## Okoliczności śmierci
Kalanta zainspirował się czynem Jana Palacha, o którym dowiedział się najprawdopodobniej z zachodnich stacji radiowych.
14 maja 1972 roku na Alei Wolności w Kownie przed Teatrem Muzycznym, naprzeciwko siedziby władz komunistycznych miasta o godzinie 12:30 polał się trzema litrami benzyny i dokonał aktu samospalenia. Według niektórych relacji, miał wówczas krzyczeć: „Wolność dla Litwy!”. Został przewieziony do szpitala z powodu poparzeń 90% ciała. Zmarł następnego dnia w wieku 19 lat. W jego notatniku znaleziono zapis: „O moją śmierć oskarżcie totalitarny system polityczny”.

## Reakcje społeczeństwa
Pogrzeb Kalanty odbył się 18 maja 1972 roku, jednak z powodu interwencji władz rozpoczął się dwie godziny wcześniej niż zaplanowano, co spotkało się z oburzeniem żałobników. Wywołało to dwudniowe zamieszki antyradzieckie, także w innych miastach Litwy, które zostały stłumione siłą. W Kownie zostały aresztowane 402 osoby, 7 z nich skazano na 3 lata więzienia.
Według KGB, 13 innych Litwinów dokonało później samospalenia.
W czerwcu 1972 roku w prasie pojawiły się doniesienia, iż komisja lekarska uznała Kalantę za chorego psychicznie, jednak w roku 1989 prokuratura powołała nową komisję, która orzekła całkowitą poczytalność mężczyzny.

## Upamiętnienie
Kalanta jest bohaterem filmów dokumentalnych i książek. Pośmiertnie nadano mu tytuł Honorowego Obywatela Kowna. 4 lipca 2000 roku Valdas Adamkus odznaczył go Krzyżem Wielkim Orderu Krzyża Pogoni. 14 maja 2002 roku, w 30. rocznicę wydarzenia, na miejscu czynu odsłonięto pomnik upamiętniający samospalenie Kalanty. Historia Romasa Kalanty stanowiła inspirację dla filmu Emilija iš Laisvės alėjos.